# Alphandia
Alphandia Baill.  é um género botânico pertencente à família Euphorbiaceae, subfamília Crotonoideae, tribo Ricinocarpeae, subtribo Ricinocarpinae.
As espécies deste gênero são encontrados na parte oeste do Pacífico e em Nova Guiné.

## Espécies
Apresenta três espécies:
- Alphandia furfuracea
- Alphandia resinosa
- Alphandia verniciflua